# Bobital
Bobital (/bo.bi.tal/) est une commune française située dans le département des Côtes-d'Armor, en région Bretagne.

## Géographie
| Trélivan | Trélivan  |             |
|          | Bobital   | Saint-Carné |
| Brusvily | Le Hinglé | Trévron     |

### Hydrographie
Pour un article plus général, voir Réseau hydrographique des Côtes-d'Armor.
La commune est située dans le bassin Loire-Bretagne. Elle est drainée par le Guinefort.
Le Guinefort, d'une longueur de 18 km, prend sa source dans la commune de Quévert et se jette  dans la Rance à Saint-André-des-Eaux, après avoir traversé neuf communes. 
Un plan d'eau complète le réseau hydrographique : le barrage du Pont Ruffier, d'une superficie totale de 27,1 ha (1,44 ha sur la commune),.

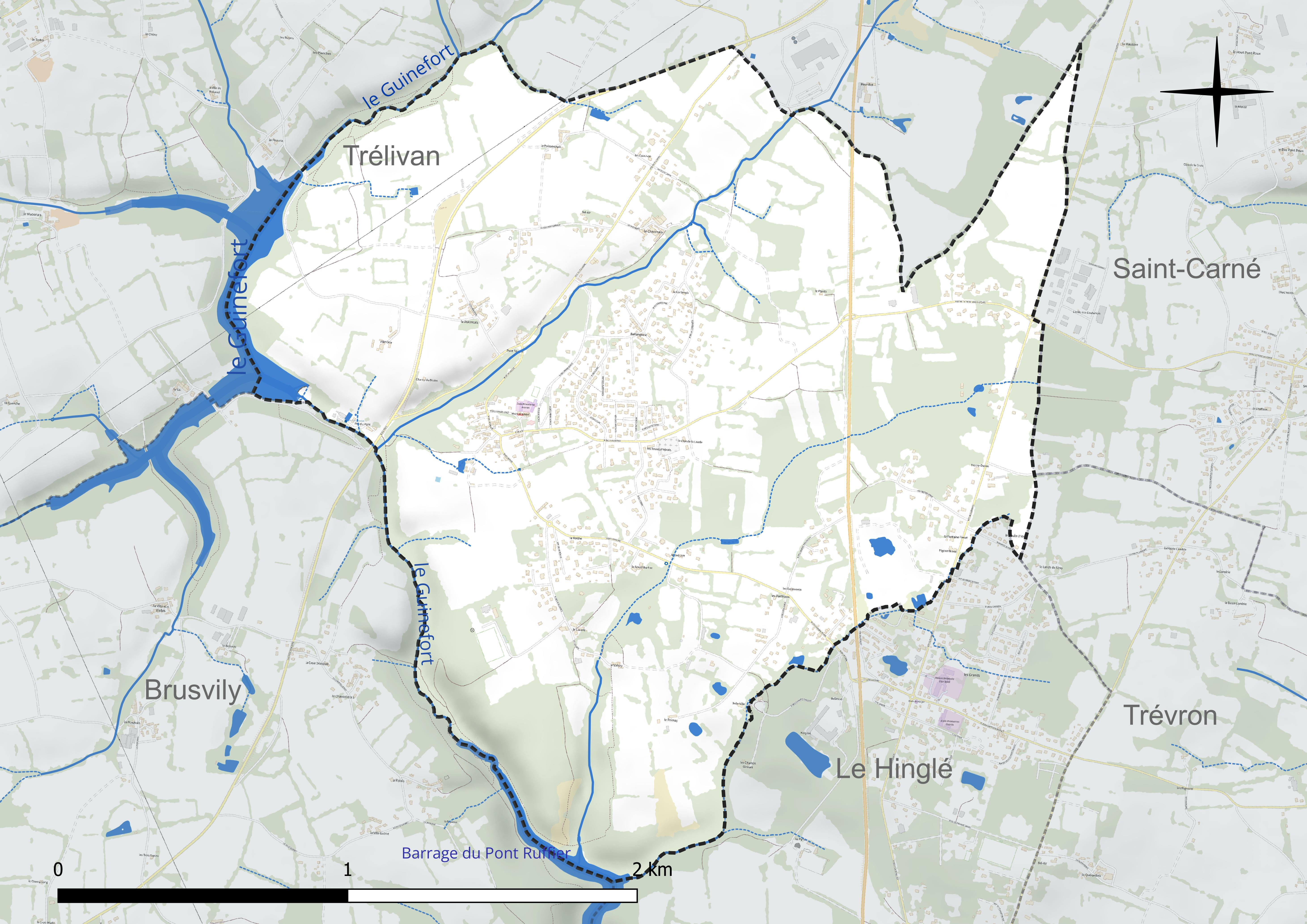
Réseau hydrographique de Bobital.

### Climat
Pour des articles plus généraux, voir Climat de la Bretagne et Climat des Côtes-d'Armor.
En 2010, le climat de la commune est de type climat océanique franc, selon une étude du CNRS s'appuyant sur une série de données couvrant la période 1971-2000. En 2020, Météo-France publie une typologie des climats de la France métropolitaine dans laquelle la commune est exposée à un climat océanique et est dans la région climatique Bretagne orientale et méridionale, Pays nantais, Vendée, caractérisée par une faible pluviométrie en été et une bonne insolation. Parallèlement l'observatoire de l'environnement en Bretagne publie en 2020 un zonage climatique de la région Bretagne, s'appuyant sur des données de Météo-France de 2009. La commune est, selon ce zonage, dans la zone « Intérieur  », exposée à un climat médian, à dominante océanique.
Pour la période 1971-2000, la température annuelle moyenne est de 11,1 °C, avec une amplitude thermique annuelle de 12,1 °C. Le cumul annuel moyen de précipitations est de 763 mm, avec 12,3 jours de précipitations en janvier et 6,6 jours en juillet. Pour la période 1991-2020, la température moyenne annuelle observée sur la station météorologique la plus proche, située sur la commune du Quiou à 10 km à vol d'oiseau, est de 11,6 °C et le cumul annuel moyen de précipitations est de 757,4 mm,. Pour l'avenir, les paramètres climatiques de la commune estimés pour 2050 selon différents scénarios d’émission de gaz à effet de serre sont consultables sur un site dédié publié par Météo-France en novembre 2022.

## Urbanisme

### Typologie
Au 1er janvier 2024, Bobital est catégorisée bourg rural, selon la nouvelle grille communale de densité à 7 niveaux définie par l'Insee en 2022.
Elle appartient à l'unité urbaine de Dinan, une agglomération intra-départementale dont elle est une commune de la banlieue,. Par ailleurs la commune fait partie de l'aire d'attraction de Dinan, dont elle est une commune de la couronne,. Cette aire, qui regroupe 25 communes, est catégorisée dans les aires de moins de 50 000 habitants,.

### Occupation des sols
L'occupation des sols de la commune, telle qu'elle ressort de la base de données européenne d’occupation biophysique des sols Corine Land Cover (CLC), est marquée par l'importance des territoires agricoles (66,3 % en 2018), en diminution par rapport à 1990 (73,1 %). La répartition détaillée en 2018 est la suivante :
zones agricoles hétérogènes (41,5 %), terres arables (19,2 %), forêts (18 %), zones urbanisées (14,7 %), prairies (5,6 %), eaux continentales (1 %). L'évolution de l’occupation des sols de la commune et de ses infrastructures peut être observée sur les différentes représentations cartographiques du territoire : la carte de Cassini (XVIIIe siècle), la carte d'état-major (1820-1866) et les cartes ou photos aériennes de l'IGN pour la période actuelle (1950 à aujourd'hui).

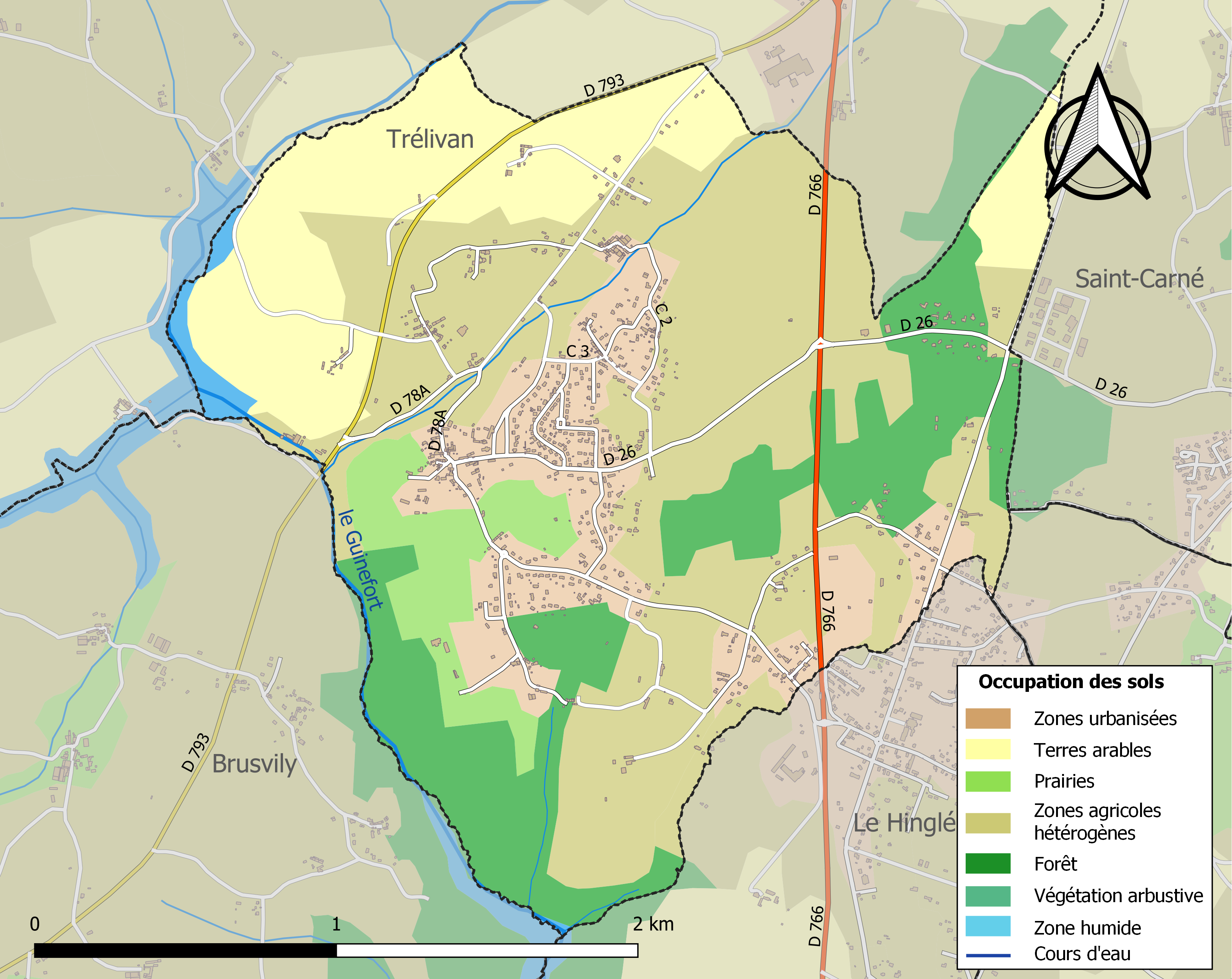
Carte des infrastructures et de l'occupation des sols de la commune en 2018 (CLC).

## Toponymie
Attesté sous la forme Borbytal au XVe siècle.
Son nom gallo est Bobitau. Son nom breton, Bodwidel ou Bowidel vient du vieux breton bod ou bot qui désigne une résidence, associé au nom du propriétaire Gwidel.

## Histoire
La paroisse de Bobital, enclavée dans l'évêché de Saint-Malo, faisait partie du doyenné de Bobital relevant de l'évêché de Dol et était sous le vocable de saint Samson.

### LeXXesiècle

#### Les guerres duXXesiècle
Le monument aux morts fait état de 16 soldats morts pour la Patrie :
- 12 sont morts durant la Première Guerre mondiale ;
- 4 sont morts durant la Seconde Guerre mondiale.

## Politique et administration
| Période                                  | Période                       | Identité      | Étiquette | Qualité                                                      |
| ---------------------------------------- | ----------------------------- | ------------- | --------- | ------------------------------------------------------------ |
| Les données manquantes sont à compléter. |                               |               |           |                                                              |
| mai 1953                                 | mars 1971                     | René Rioche   |           | Entrepreneur et exploitant de carrière de granit             |
| mars 1971                                | mars 1983                     | Louis Orhan   |           | Employé des PTT                                              |
| mars 1983                                | juin 1995                     | Roger Esnault |           |                                                              |
| juin 1995                                | mars 2014                     | Denis Riaux   | DVD       | Directeur d'agence bancaire                                  |
| mars 2014                                | décembre 2023                 | Jacky Heuzé   | DVD       | Retraité de l'agroalimentaire Réélu pour le mandat 2020-2026 |
| décembre 2023                            | En cours (au 9 décembre 2023) | Gaétan Accoh  |           | Infirmier Élu à la suite d'une élection municipale partielle |

## Démographie
| 1793 | 1800 | 1806 | 1821 | 1831 | 1836 | 1841 | 1846 | 1851 |
| ---- | ---- | ---- | ---- | ---- | ---- | ---- | ---- | ---- |
| 220  | 219  | 195  | 193  | 238  | 267  | 269  | 276  | 298  |

| 1856 | 1861 | 1866 | 1872 | 1876 | 1881 | 1886 | 1891 | 1896 |
| ---- | ---- | ---- | ---- | ---- | ---- | ---- | ---- | ---- |
| 282  | 301  | 300  | 301  | 325  | 351  | 352  | 325  | 314  |

| 1901 | 1906 | 1911 | 1921 | 1926 | 1931 | 1936 | 1946 | 1954 |
| ---- | ---- | ---- | ---- | ---- | ---- | ---- | ---- | ---- |
| 323  | 302  | 333  | 332  | 315  | 332  | 341  | 353  | 323  |

| 1962 | 1968 | 1975 | 1982 | 1990 | 1999 | 2005 | 2006 | 2010  |
| ---- | ---- | ---- | ---- | ---- | ---- | ---- | ---- | ----- |
| 376  | 408  | 565  | 782  | 934  | 865  | 981  | 977  | 1 036 |

| 2015  | 2020  | 2022  | - | - | - | - | - | - |
| ----- | ----- | ----- | - | - | - | - | - | - |
| 1 087 | 1 137 | 1 143 | - | - | - | - | - | - |

## Culture locale et patrimoine

### Lieux et monuments

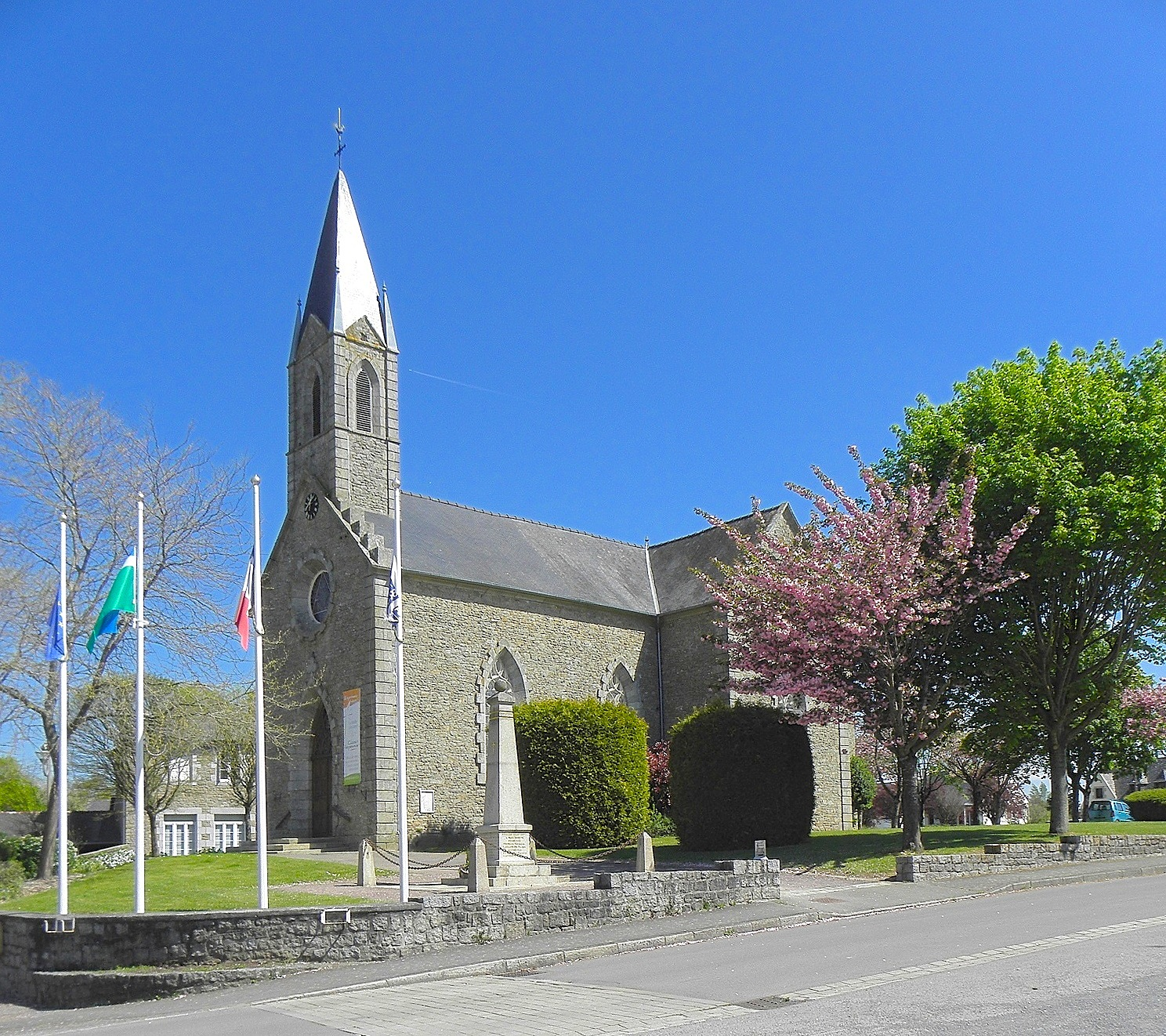
L'église Saint-Samson de Bobital.

- Église paroissiale Saint-Samson, édifiée en 1856-1857, dont les vitraux ont fait l'objet en 2015-2016 d'un projet de restauration par la Fondation du Patrimoine[24].
- Le monument aux morts est situé place de l'Église. Le site de « France-Genweb » retrace l'identité de ces combattants[25] de Bobital (régiment, classe, grade, matricule, lieu et cause de décès, voire parents, sépultures et décorations). D'autre part, une « plaque commémorative » est apposée dans l'église Saint-Samson avec la gravure reprenant « Morts pour la Patrie 1914-1918 » et les noms[26] des 12 soldats de Bobital ainsi que le nom de leur village.

### Héraldique
| Blason | Blasonnement : D'azur aux trois coquilles d'argent. |

### Événements
- Festival des Terre-Neuvas
- Bobital, l'Armor à Sons Festival